# 北九州市立戸畑高等専修学校
北九州市立戸畑高等専修学校（きたきゅうしゅうしりつとばたこうとうせんしゅうがっこう）は、かつて北九州市戸畑区に所在した市立高等専修学校。

## 沿革
（沿革の出典は公式サイト）
- 1951年（昭和26年） - 戸畑市立職業専修学校として開校。
- 1955年（昭和30年） - 戸畑市立実業専修学校に改称。
- 1956年（昭和31年） - 公立各種学校として認可を受ける。これに伴い戸畑市立戸畑実業専修学校に改称。
- 1963年（昭和38年） - 北九州市発足に伴い、北九州市立戸畑実業専修学校に改称。
- 1965年（昭和40年） - 戸畑区西大谷二丁目6番29号に新校舎落成移転。
- 1968年（昭和43年） - 学則の一部改正により、本科2年制、研究科1年制、専門科1年制とする。
- 1977年（昭和52年） - 学校教育法の一部改正により、専修学校高等課程の認可を受ける。これに伴い、北九州市立戸畑高等専修学校に改称。
- 1989年（平成元年） - 学則の一部改正により、3年制の高等専修学校となる。
- 1990年（平成2年） - 文部省(現文部科学省)より大学入学資格が付与される。戸畑区浅生二丁目1番1号に移転。40周年記念式典。
- 2000年（平成12年） - 創立50周年記念式典。
- 2007年（平成19年）- 新校舎(戸畑区沢見一丁目3番47号)に移転。
- 2015年（平成27年） - 学科名をクリエイティブ・ファッション科に変更。
- 2024年（令和6年）
  - 3月2日 - 閉校式を行う[2]
  - 3月31日 - 閉校

## 閉校の経緯
（出典は北九州市における後期中等教育機関の今後の方針について（概要））
2019年（令和元年）12月に北九州市後期中等教育に関する検討会議（有識者会議）が設置された。その際の意見のまとめを踏まえて、北九州市教育委員会は
- 近年の縫製関連の企業に就職している卒業生の減少
- 縫製に係る全体の従業者数等の減少
- 入学生の減少

以上の点から、今後も服飾分野の高等専修学校を維持する必要性を十分に説明することが困難なため、2022年度（令和4年）以降生徒の募集を中止とした。

## 特徴
（出典は公式サイト）
- 被服に関する専門的な知識・技術を習得した職業人の育成に努めている。
- 専門科目（洋裁）に多くの時間をとった独自のカリキュラムにより、基礎から応用まで効率的に学習している。
- 文部科学省の大学入学資格付与の指定校でもある。

## 制服
（出典は公式サイト）
【夏服】
男子
半袖カッターシャツ
スラックス
女子
半袖開襟シャツ
スカート
【冬服】
男子
ブレザー
スラックス
長袖カッター
フォーマルネクタイ
ベスト
女子
ブレザー
スカート
長袖ブラウス
フォーマルリボン
ベスト
【中間服・コート】
- Pコート
- ベスト＋半袖開襟シャツ
- ベスト＋長袖ブラウス

## 取得資格
出典は公式サイト
- 大学入学資格
- 文部科学省認定
  - 全国高等学校家庭科被服（洋裁・和裁）製作技術検定（1級～4級）
  - 食物調理技術検定（3級～4級）
- 一般財団法人日本ファッション教育振興協会認定
  - ファッション色彩能力検定（3～2級）

## 交通アクセス
- 西鉄バス沢見一丁目・明治学園前から下車徒歩5分。
- JR九州工大前駅から徒歩20分。